# 三贡坊
三贡坊位于中国江西省景德镇市浮梁县勒功乡沧溪村，是一座木结构街亭，建于清代，由三位贡士集资修建，故名“三贡坊”。

## 建筑
三贡坊高二层，上层用于议事，底层用于避雨、纳凉，雕刻精美 。

## 保护
2018年3月9日，三贡坊公布为第六批江西省文物保护单位，编号6-3-167。